# 프리 파스칼
프리 파스칼(Free Pascal, FPC, 이전 이름: FPK 파스칼)은 32/64비트 크로스 플랫폼 컴파일러이다. 파스칼을 비롯하여 수많은 운영체제를 지원한다.

## 소개
프리 파스칼은 멀티 플랫폼과 32/64비트 멀티 CPU를 지원하는 파스칼 컴파일러이다. 볼랜드 파스칼(터보 파스칼이나 델파이)의 형식을 사용하며 일부 맥 파스칼의 구조가 잘 만들어져 있어 대부분의 운영체제에서 잘 돌아간다.
프리 파스칼은 원래 FPK 파스칼이란 이름으로 만들어졌다. FPK는 만든이 Florian Paul Klämpfl의 약자로, "Free Pascal Kompiler"의 약자가 아니었다. 1997년 말, 이런 혼동을 피하고 기여를 늘리기 위해 이름을 프리 파스칼 컴파일러(Free Pascal Compiler, FPC)로 바꾸었다.
프리 파스칼 컴파일러는 문서화가 매우 잘 되어 있으며 1800쪽이 넘는 분량의 사용자 안내서를 갖고 있다.
델파이의 비주얼 컴포넌트 라이브러리의 시각적 부분과 시각적 통합 개발 환경 및 고속 개발 도구 개발은 라자루스라는 별도의 프로젝트로 진행하고 있다.
프리 파스칼은 볼랜드의 터보 파스칼과 닮은 문자 통합 개발 환경으로 제공된다. 이 통합 개발 환경은 종종 개발자를 잃어버려 좋지 않은 상태에 빠지기도 했지만, 2005년 중반 이후 2006년의 첫 달 사이에 중대한 버그가 고쳐져서 다시 쓸만한 프로그램으로 손질되었다.
터보 파스칼 및 델파이와 마찬가지로, 프리 파스칼은 소스코드 내에 쉽게 어셈블리어를 쓸 수 있을 뿐만 아니라 내부 어셈블러에 의해 여러 플랫폼을 지원한다.

## 지원 플랫폼
프리 파스칼은 버전에 따라서 지원하는 플랫폼이 약간씩 다르다.

### 2.6.4 - 최신 버전
- Win64
- OS X (인텔 CPU)
- PowerPC 64 비트
- 윈도우 CE
- 게임보이 어드밴스 (일반적인 ARM만 지원한다)

### 2.0.4 - 안정화된 버전
CPU:
- IA-32: 인텔 80386과 호환기종
  - AMD64: x86-64 라 부르는 AMD 사의 64비트 확장형.
- PowerPC
- ARM
- Sparc 버전 8 이후

운영 체제:
- 리눅스: CPU와 상관 없이 쓸 수 있음.
- BSD 계열군
  - FreeBSD
  - OS X과 다윈 (PowerPC)
- 맥 OS
- 도스: Go32V2 확장 프로그램을 쓴다. 일부 임베디드 시스템에서는 PMode 확장형을 쓴다.
- Win32
- OS/2: EMX와 네이티브를 모두 지원한다.
- 넷웨어

### 1.0.x - 옛날 안정 버전
CPU:
- IA-32: 인텔 80386 호환 기종
- 모토로라 680x0

운영 체제:
- 리눅스: 듀얼 CPU를 모두 지원함
- BSDs
  - FreeBSD
  - NetBSD: 듀얼 CPU를 모두 지원함
- DOS: Go32V2 확장 프로그램을 쓴다. 일부 임베디드 시스템에서는 PMode 확장형을 쓴다.
- Win32
- OS/2: EMX를 통해 구현한다.
- 아미가 Classic, m68k

베타 버전으로 구동되는 플랫폼은 다음과 같다.
- BeOS, beta
- OpenBSD/x86 의 베타 버전이 한 때 존재했다.
- SunOS, 솔라리스
- QNX
- 윈도우 CE

## 프리 파스칼로 만든 프로그램
- Pixel Image Editor - 포토샵과 비슷한 그림 편집 도구이며 프리 파스칼로 만들었다.
- GearHead - rogue같은 그래픽 환경 게임이다.
- Peazip - 오픈 소스 압축 프로그램으로, 라자루스/프리 파스칼로 만들었다.
- Hedgewars - 물리 엔진이 프리 파스칼로 작성되었다.
- Double Commander - 윈도우의 탐색기의 대용 프로그램으로 유명한 토탈 커맨더와 거의 같은 기능을 갖고 있다.